# Joan Obiols i Puigpinós
Joan Obiols i Puigpinós   (Peramola, 1952) és llicenciat en història, mestre de català, professor i tècnic de turisme rural, humanista i escriptor. Tota la seva obra gira entorn el Pirineu, on continua residint a la Seu d'Urgell. Es focalitza en aproximar-se als pobles i habitants del Pirineu, tot recorrent-los i parlant amb els seus habitants. És col·laborador habitual de diversitat de mitjans, sempre amb el Pirineu de rerefons. El 2021 finalitza les seves obres després de 36 anys, escrivint el llibre Viatge íntim per la Seu d'Urgell.
És pare del músic pirinenc Arnau Obiols i Campi. L'any 2020, Òmnium li atorga el Premi de periodisme 'Mossèn Albert Vives'.

## Obres
Editades amb Editorial Salòria i Garsineu Edicions.
- El Pirineu i la poesia de la història (Col·lecció de 8 llibres: Esvorancs, Marrades, Nits de taverna, Fulls de pergamí, El desert verd, L’infern dolç, La cucota i La gramola)
- Viatge Universal pel Pirineu (Col·lecció de 10 llibres)
- Viatge íntim per la Seu d'Urgell[6]